# Travis Hirschi
Travis Hirschi (Rockville, Utah; 15 de abril de 1935 - Tucson, Arizona; 2 de enero de 2017) fue un sociólogo y criminólogo estadounidense.
Conocido por su perspectiva de control social o vínculo social sobre los menores y la delincuencia y del autocontrol sobre la misma. Estudió y se doctoró en Sociología por la Universidad de California, Berkeley, en 1968 y enseñó en ella así como fue profesor de Justicia Penal en la Universidad Estatal de Nueva York antes de incorporarse a la facultad de la Universidad de Arizona, en 1981, donde fue catedrático en Sociología así como profesor de Gestión y Política. Fue Vicepresidente, Tesorero y Presidente de la Junta Asesora Editorial de la Sociedad Americana de Criminología, de la que también llegó a ser Presidente. Recibió el prestigioso Premio Edwin H. Sutherland en 1986.
Se casó, en 1955, con Anna Yergensen.

## Teorías
Hirschi es uno de los más prominentes teóricos de control y ha contribuido a importantes obras sobre el terreno de la criminología a través de las últimas décadas. Es un clásico, teórico de la elección y ha generado dos grandes versiones de la teoría de control a lo largo de su carrera. Su primera versión de la teoría de control, que se presentan en su texto: "Causas de la delincuencia" en 1969, tuvo un interesante origen en la perspectiva de la desorganización social, para ser más detallados en este documento. Esta teoría de control de la delincuencia, mucho más amplia que la de su sucesor en el supuesto de una Teoría General del Delito en 1990 con Michael Gottfredson, explicó que la debilidad de los lazos sociales podrán fijar un individuo libre de sopesar los beneficios de la delincuencia. Discutieron cuatro variables que pueden afectar la probabilidad de un ajuste, o desviarse de las normas de la sociedad. En 1990, Hirschi y Gottfredson escribieron que la falta de autocontrol, que estaba ligada a la paternidad, fue la causa del delito.
Una teoría general del delito presenta una teoría de control más específico que reconoce autocontrol, en lugar de control social, como la raíz de la conformidad o la delincuencia. También se hace hincapié en la educación de sus padres, ya que este es la fuente de socialización que infunde autocontrol en un niño, aunque otros desempeñan un papel integral en el proceso de socialización adecuado o inadecuado. Implicaciones de política pública de estas teorías han demostrado ser una cuestión problemática, aunque muchos puntos fuertes se han presentado por los sociólogos de revisar las teorías de Hirschi. Aunque estas teorías siguen disfrutando de su popularidad hoy en día, han encontrado numerables críticas.
Causas de la delincuencia (1969) fue un libro en contraste con las teorías y la labor de Robert King Merton y la Teoría de Conflictos. En particular, Hirschi impugnó la Teoría de Asociación Diferencial de Edwin Sutherland y Donald Cressey, sobre el impacto de sus compañeros delincuentes en la delincuencia. Propuso que los delincuentes compañeros no tendría un efecto directo sobre la delincuencia, cuando los vínculos sociales que inhiben la delincuencia se han tenido en cuenta. Sostuvo que igualmente libres de la deriva junto a los jóvenes grupos de delincuentes, porque los lazos sociales débiles no tanto para evitar la asociación con delincuentes como la delincuencia en sí.
Los grupos que podrían fortalecer los lazos fueron la familia, la escuela, los compañeros, las instituciones religiosas, etc. En el vínculo social había cuatro elementos:
- Apego a los padres, los pares, o en la escuela.
- Compromiso de las líneas convencionales de la acción.
- Participación en actividades convencionales.
- Creencia en un valor común.

Hirschi adoptó el concepto de una inversión en convencionalidad o "juego de conformidad". Hizo hincapié en la racionalidad en la decisión de participar en el crimen y sostuvo que una persona es menos probable que elija la delincuencia si tiene fuertes vínculos sociales. Hirschi ha alejado de su vinculación teoría, y en cooperación con Gottfredson, desarrolló una teoría general o "Auto-Teoría del Control" en 1990. 

## Obra
- Hirschi, Travis (1967). Delincuencia investigación. Nueva York: The Free Press.

- Hirschi, Travis (1969). Causas de la delincuencia. Berkeley y Los Ángeles: University of California Press.

- Hirschi, Travis y Michael Gottfredson (1980). Comprender la delincuencia. Beverly Hills: Sage Publications.

- Hirschi, Travis (1985). Entrevistado por C. Bartollas. Nueva York.

- Hirschi, Travis y Michael Gottfredson (1993). Comentario: Prueba de la teoría general de la delincuencia. Revista de Investigación en la delincuencia y la delincuencia. 30 (1), 47-54).

- Hirschi, Travis y Michael R. Gottfredson (1994). El carácter general de la desviación. Nuevo Brunswick: Transacción Editores.

- Hirschi, Travis (1995). La Familia. En James Q. Wilson y Joan Petersilia (eds. Delito, p. 121-140). San Francisco: Instituto de Estudios Contemporáneos.